# The Spinners (gruppo musicale inglese)
The Spinners sono stati un gruppo inglese di musica folk fondato negli anni cinquanta. La formazione, che era composta da bianchi e neri, una rarità per l'epoca, è riuscita a piazzare quattro album nella classifica inglese tra il settembre del 1970 e l'aprile del 1972. Secondo AllMusic, la band avrebbe «introdotto molti appassionati al genere folk.»

## Storia
Fondati nel Lancashire durante gli anni cinquanta, la band ha inizialmente adottato il nome Gin Mill Skiffle Group attingendo a musica americana come lo skiffle. Tuttavia ha cambiato repertorio dopo aver conosciuto il marine statunitense Redd Sullivan, che ha suggerito ad essi di ispirarsi ai canti marinareschi e alla musica tradizionale inglese. Tra i primi membri degli Spinners vi sono il chitarrista Tony Davis e il percussionista Mick Groves. La band si è esibita per la prima volta nel Cavern Club di Liverpool il 18 gennaio 1957 assieme alla Muskrat Jazz Band e alla Liverpool University Jazz Band. In questo periodo la band ha anche fondato a Liverpool un club di musica folk conosciuto come Triton Club. L'album d'esordio Songs Spun in Liverpool del 1962, prodotto da Bill Leader e attribuito ai Liverpool Spinners, contiene una serie di registrazioni dal vivo. Ad esso è seguito English Folk Dance & Song Society, registrato lo stesso anno assieme a Peter Kennedy. Nel 1963 gli Spinners sono stati messi sotto contratto dalla Philips, per la quale hanno pubblicato un totale di otto dischi. Il loro album Not Quite Folk del 1969 è un tributo alla musica giamaicana. Il loro album Spinners Live Performance del 1971 ha raggiunto la quattordicesima posizione della classifica inglese rimanendo in tale graduatoria per tre mesi.
Negli anni settanta sono passati alla EMI e hanno cambiato il loro produttore. Sono diventati famosi grazie a una serie di reinterpretazioni di note melodie tradizionali e di brani che, pur sembrando brani del folklore inglese, sono in realtà composizioni del chitarrista Hughie Jones. Tra i loro brani più noti si possono segnalare The Ellan Vannin Tragedy, Marco Polo e My Liverpool Home, una cover di Peter McGovern. La band ha registrato più di quaranta album. Hanno inoltre partecipato a uno spettacolo televisivo su BBC One dal 1970 fino al 1977 e preso parte a uno show radiofonico su BBC Radio 2. La band si è sciolta nel 1988 e si è riunita sporadicamente.

## Formazione
- Tony Davis – voce, banjo
- Mick Groves – voce, chitarra
- Cliff Hall – voce, armonica
- Hugh Jones – voce, chitarra, banjo

## Discografia parziale

### Album in studio
- 1962 – Songs Spun in Liverpool
- 1962 – Quayside Songs Old & New
- 1964 – Folk at the Phil!
- 1965 – More Folk at the Phil
- 1966 – The Family Of Man
- 1967 – Another LP By The Spinners
- 1969 – Not Quite Folk
- 1969 – Clockwork Storybook (con The Children of St. Francis Primary School)
- 1971 – The Spinners Are in Town

### Album dal vivo
- 1971 – Spinners Live Performance